# Nephelomys auriventer
Nephelomys auriventer är en däggdjursart som beskrevs av Thomas 1890. Nephelomys auriventer ingår i släktet Nephelomys och familjen hamsterartade gnagare. Inga underarter finns listade i Catalogue of Life.
Arten förekommer främst i Anderna i Ecuador. En mindre avskild population hittades i centrala Peru. Nephelomys auriventer lever i regioner som ligger 1100 till 2900 meter över havet. Gnagaren vistas i landskap Páramo samt i skogar.
Denna gnagare blir 14,0 till 17,3 cm lång (huvud och bål) och har en 16,0 till 19,1 cm lång svans. Den korta och ganska styva pälsen på ovansidan består av hår som har orangegula och bruna avsnitt vad som ger ett spräckligt utseende. På undersidan förekommer blek eller intensiv gul päls utan vita fläckar på strupen. Svansens undersida är bara lite ljusare än ovansidan. Nephelomys auriventer kännetecknas av kraftiga kindtänder (molarer).